# Сланотрън
Сланотръ̀н е село в Северозападна България. То се намира в община Видин, област Видин. Спада към Северозападен район на планиране.

## География
Селото се намира на 18 км от Видин, между селата Кутово и Кошава. Единствена пътна връзка за селото е Републикански път III-1221. При километър 10,2 в източна посока се отклонява общински път, който води до селото. Няма железопътна връзка, нито пристанище, макар за източна граница на землището на селото да служи р. Дунав.

## История
Сланотръ̀н е известно и под името Станотърн, както го наричат неговите жители и жителите от селата с влашко население от Видинска област. Едно от предположенията за произхода на името на селото е, че то е наречено по името на първия заселник на това място Стан. Предполага се, че същият се преселил със семейството си от съседна Влахия. Стан е умеел да плете кошници от върбови вейки и така изхранвал семейството си. Така след известно време когато и други заселници се настанили около неговия бордей или землянка (дом, жилище) сред блатата, нарекли го Стан-търнар (Стан-кошничар). Друго предположение за произхода на името на селото е, че то е наречено по минералните извори в района, които са солени (стара дума за солено е слано). В местността имало и много тръни, та селото е наречено Сланотрън (солени извори и тръни). В книгата „Видин и видинския санджак“ пише, че „Станотърне е основано от четри домакинства“. Това име фигурира в един автентичен документ от 1848 г. дарение „Дъруире“. Съдържанието е написано на влашки език със старобългарски букви. Този документ е притежание на И. Г. който го е онаследил от неговия прадядо. Пише следното:
```
Аз, поп Костантин, свидетелствам, че родителите даряват земеделска нива на техния най-малък, умен и любим син в местността „Татария“ до селото Станотърне и т.н.
```

Следва годината 1848 г. и отпечатъци от палците на няколко души вместо подпис. Според пистеля Антон Страшимиров преселници се настанили тук през 18 век преди Осман Пазвантоглу (1789 – 1874).
Първоизточниците на най-старите фамилии в Сланотрън: Букъ, Гицъ, Васил, Миря, Стойкъ, Буря, Велку (Унгуряну), Гържалиу, Дръгуц, Янку, Лападат, Герчо, Стефан, Трандафир, Кирцой.

## Население
Преброяване на населението през 2011 г.
Численост и дял на етническите групи според преброяването на населението през 2011 г.:
|                     | Численост | Дял (в %) |
| Общо                | 509       | 100,00    |
| Българи             | 453       | 88,99     |
| Турци               | 0         | 0,00      |
| Цигани              | 0         | 0,00      |
| Други               | 0         | 0,00      |
| Не се самоопределят | 0         | 0,00      |
| Неотговорили        | 52        | 10,21     |

## Личности
- Списък на загиналите през войните 1912 – 1945 години от с. Сланотрън: Флоро Гаврилов Попов, Йончо Йонов Лападатов, Атанас Петров Буков, Петраки М. Герчев, Илия х. Янев, Георги Ф. х. Кръстев, Георги А. Гицов, Йон Г. х. Крачунов, Флоро Г. Каменов, Марин А. С. Гицов, Фацо Крачунов Опров, Яно И. Стойков, Колчо М. Маринов, Нистор Г. Гаврилов, Цено Ф. Миров, Георги Г. Керанов, Димитър Г. Василев, Георги Н. С. Янков, Димитър И. С. Гицов, Петър Г. Ванчев, Димитър И. Лападатов, Марин И. х. Колов, Атанас Г. Буров, Флоро Г.Василев, Кръсто Г. Гумътърчанов, Георги Ф. Василев, Георги Г. Гумътърчанов, Белчо х. Крачунов, Крумчо К. х. Крачунов, Дионис Параскевов, Петър Петров, Георги Керанов, Петър Петров Младенов.

## Забележителности
- Източноправославен храм „Успение на Пресвета Богородица“, 1850 г.
- Народно основно училище „Св. св. Кирил и Методий“, 1887 г. (отдавна закрито поради липса на ученици, а през 2020 г. сградата му е практически унищожена от пожар)
- Големият мост (Поду ал маре)
- Мелницата на Флоро Ф. Г. Коконов и съдружници, 1920 г.
- Потребителска кооперация „Съзнание“, 1920 г. (закрита след редица промени в организационната форма, част от архивите и са запазени и се съхраняват от Държавна агенция „Архиви“)
- Земеделско училище (закрито, архивите му са в добро състояние и са на съхранение в Държавна агенция „Архиви“)
- Народно читалище „Светлина“, 1926 г. (фукционира, има записани около 50 членове, разполага с библиотека)
- ТКЗС „Земен рай“, 1950 г. (ликвидирано)
- Минерален извор (банята), 1958 г. (сградата е изоставена след тампонирането на минералния извор, а след това-разрушена)
- Физкултурно дружество „Минерал“ (закрито)
- Дружество „Асоциация на власите в България“, 2001 г. (към 2022 г. продължава да функционира с административен адрес в гр. Видин).
- Пенсионерски клуб „Минерални бани“, 2009 г.

## Кметове
Имената на кметовете след 9.09.1944 г. в с. Сланотрън до понастоящем:
- Герасим Тодоров Йонов Георгиев Буков
- Райна Йончева Гаврилова Йончева Лападатова
- Флоро Илиев Фацов
- Герасим Маринов Фацов
- Крум Митруцов Стойков
- Боян Кирилов Колчев
- Северина Гервасова
- Велизар Пасков Гаврилов Маринов Янков
- Иван Станчев Дичев
- Людмил Емилов Костов
- Венелин Неофитов Павлов

## Религии
Основна религия – православно християнство.

### История на храма
Преди 1850 година в с. Сланотрън не е имало църква. Според сведения дадени от стари хора, християните се черкували в съседното село Кошава. Сланотрън е било малко село с около 40 – 50 къщи. Връщайки се веднъж от черкуване от Кошава по пътя, селяните решават да изградят свой храм, което и направили около 1850 г. Храмът е бил малък по размери, построен в чест на Успение Богородично. Първи свещеник на храма е бил Станко Павлов, родом от село Кутово. След Освобождението селото бързо се разраства и храмът се оказва малък за населението на Сланотрън. Ревностните християни от селото заедно с енорийския свещеник Станко Павлов решили да съборят стария храм и на негово место да построят по-голям и по-удобен храм. За целта били използвани около 40 000 стари оки, 20 000 тухли, голямо количество вар и камък от старата черква. Имали са около 20 000 лева готови пари и с благословията на Видинския митрополит Кирил на 16.10.1905 г. е поставен основния камък на сегашната черква, която е построена от майстора предприемач Стефан Богоев от Дебърско, Македония. Според условията и договора той е бил длъжен до 31.10.1906 г. да предаде строежа и я покрие. Впоследствие християните намерили за необходимо да довършат работата, като събират помощи от местното население и от околните села. С набраните суми успели да довършат напълно църквата през 1908 година и я осветили през 1909 година на храмовия празник. Има и много хубав стенопис, извършен от художника Мелетий Божинов, друг македонски българин от Дебърско. Същият е изрисувал и всички икони от иконостаса, много от които са подарени от християнски семейства.

### Свещенодействували свещеници
- Станко Павлов от с. Кутово
- Никола поп Иванов от с. Кутово
- Севастиян Йонов от с. Тияновци
- Андрей Иванов Попов от с. Гомотарци
- Велко Борисов Каменов от с. Търговище
- Ваньо Алексиев от гр. Видин
- Венцеслав Цветанов Илиев от с. Сланотрън

## Природни забележителности и ресурси
- На територията на Сланотрън е установено находище на термоминерални води, които следва да се разглеждат в ролята на важен природен ресурс. Термоминералните води съдържат значими химически компоненти за фармацевтичната промишленост /йод и луга/, създават условия за добив на геотермална енергия и се отличават с важни балнеолечебни функции. Прогнозните експлоатационни ресурси на водоизточника при с. Сланотрън /41 градуса/ са в порядъка на 5,0 л/сек. или на 158 680 м3/год.[4]
- Любопитна подробност около този извор е, че той е ликвидиран посредством тампониране през 1986 г. И до сега обаче с. Сланотрън е в списъка с курортите (№ 30, Балнеологични курорти с местно значение, Решение № 153 от 24 февруари 2012 г. за обявяване Списък на курортите в Република България и определяне на техните граници). Такъв статут му е даден за първи път със Заповед № 2620 на МНЗСГ (ДВ, бр. 54 от 1963 г.).
- Съгласно агроклиматичното райониране на страната, с. Сланотрън попада в „Първи пшеничен район“- преобладават карбонатните черноземи със средно мощен хумусен хоризонт и съдържание на хумус от 1,8 до 3,0 %. Климатът е континентален[5].
- Селото е с изградено водоснабдяване като мрежата е в относително добро състояние. Питейната вода не се пречиства. Няма нито изградена, нито дори проектирана канализация, което създава системен риск от замърсяване на подпочвените води.

## Икономически профил, съобщения, туризъм и транспорт
Област Видин е втората най-бедна област на територията на страната, като същевременно е най-рядко населената и с най-висок дял селско население. През 2011 г. Северозападният район е на последно място по брутен вътрешен продукт в страната и на първо по относителен дял на бедните. Това определя и негативната икономическа тенденция-ниски доходи, висока безработица, масова миграция и като следствие-бързо и постоянно намаляващо население. Сланотрън не е изключение от тази тенденция. За последните 20 години населението на селото е намаляло от 750 на около 400 жители. Стопански и икономически възможности почти липсват.
В с. Сланотрън към м. май 2022-ра г. няма места за настаняване с валидна категоризация, нито категоризирани места за хранене. Ликвидирането на минералния извор в селото е довело и до пълното спиране на туристическите посещения преди много години. Няма местни забележителности, които да привличат туристически поток. Близостта на река Дунав, чиито бряг реално е на пешеходно разстояние от последните къщи на селото, няма абсолютно никакво значение за местната икономика поради липсата на изграден пристан.
Транспортното осигуряване е много лошо. Селото се обслужва съгласно общинската транспортна схема на гр. Видин от междуселищна автобусна линия № 11, с маршрут Автогара Видин-с. Кошава, 7 курса в делнични дни и 5 в почивни. Нито един от курсовете няма връзка с часовете на пристигане или тръгване на влаковете на/от ЖП гара Видин, нито с пристигащите/тръгващите от автогарата автобуси в други направления. Положението с автомобилния транспорт не е много по-добро. Пътищата в целия регион са тесни, не навсякъде са добре поддържани, най-близката бензиностанция е на повече от 10 км от селото. В радиус поне 12 км около с. Сланотрън няма поставен нито един банкомат.
Функционира пощенска станция с работно време от 8:00 до 11:00, само в делнични дни. Покритието на мобилните оператори е добро, има доставчици на интернет и кабелна телевизия, няма точки за безплатен обществен достъп до интернет.